# Costinești, Constanța
Costinești (în trecut Mangeapunar) este satul de reședință al comunei cu același nume din județul Constanța, Dobrogea, România. La recensământul din 2002 avea o populație permanentă de 905 locuitori.

## Date generale
În timpul sezonului estival, comuna Costinești devine Stațiunea Costinești, cunoscută și sub denumirea de Stațiunea Tineretului datorită vieții de noapte și a distracțiilor în aer liber.
Datorită orientării către est, plaja beneficiază de soare 10–12 ore pe zi. Stațiunea dispune de o capacitate de cazare de 150.000 de locuri.
Pentru turiștii pasionați de scufundări, se pot face scufundări speologice la Peștera Rapanelor și la niște formațiuni săpate în calcarele sarmațiene subacvatice. Există, de asemenea și o mare varietate de facilități de agrement nautic. Stațiunea Costinești este de asemenea gazdă a taberelor de elevi și studenți și a practicanților de yoga.

## Așezare geografică
Localitatea se află pe malul Mării Negre, fiind una din cele două sate componente ale comunei Costinești, alături de satul Schitu, aflat la sud. Se află la 31 km sud de orașul Constanța, la o altitudine de 10 metri față de nivelul mării, la adăpostul Capului Tuzla, pe direcția unui curent marin de coastă.
Stațiunea este situată în zona limanului fluvio-maritim, format la capătul unei văi largi și puțin adânci (20–30 m), cordonul de nisip care a barat valea are o lungime de 1,5 km, respectiv o lățime de 50–200 m. În timpurile moderne, limanul și-a restrâns progresiv suprafața, fiind astăzi cel mai mic dintre lacurile situate la sud de Capul Midia. 
Lacul din Costinești  este singurul de pe litoralul Mării Negre nealimentat din subteran, are o suprafață de 7 hectare, adâncime mică, fiind înainte de inundații, separat de mare printr-un cordon de nisip. Datorită gradului de salinitate ridicat s-a format un strat considerabil de nămol folosit la tratarea bolilor reumatice.. Marea a realizat, în zona țărmului concav, o plajă cu nisip, lungă de circa 2 km și lată în unele locuri de 100-200 de metri cu o orientare spre răsărit, având o lățime cuprinsă între 10 și 50 metri. După delimitarea nordică a plajei amenajate se continuă nisipul, la adăpostul malului înalt, până în dreptul Capului Tuzla, în zona căruia stă de veghe, solitar, din 16 octombrie 1968, vaporul eșuat Evangelia. Practic plaja este delimitată de promotoriile unui golf larg. În sud, dincolo de hotelul "Forum", se desfășoară arcul unui alt golf, ce are și el o plajă naturală de circa 300 m. 

## Istoric
Teritoriul localității Costinești se suprapune pe vechea vatră a unei mici colonii grecești (emporion) numită Parthenopolis. 

În Evul Mediu localitatea era cunoscută sub denumirea de Stratoni pe vremea bizantinilor, apoi de Mangeapunar pe vremea turcilor, cu o populație modestă de pescari greci (și, mai târziu, lipoveni) și de oieri mocani și tătari.  
În perioada 1897–1940 satul a fost populat de germani dobrogeni, purtând în limba acestora denumirea de Büffelbrunnen (în traducere, Fântâna Bivolilor). Ei au înființat pe malul mării 48 de gospodării.
În anii 1960 apare pe hartă sub denumirea de „Dezrobirea”.
Au fost descoperite vase avand diferite ornamente: caneluri simple, spirale (cultura Hamangia) și vase de ceramică fină, dar și de uz zilnic (cultura Gumelnita).
Săpăturile arhelologice au adus la lumină ceramică cu luciu metalic, în interior roșu și în exterior negru din prima epocă a fierului (Hallstatt).
Denumirea provine de la generalul Emil Costinescu (latifundiar și om politic la sfârșitul secolului al XIX-lea). Acesta a cumpărat de la Vasile Kogălniceanu (fiul lui  Mihail Kogălniceanu) o suprafață de teren foarte aproape de țărmul Mării Negre.
O mare parte din coloniștii germani au plecat în 1940 în Germania. Locul lor este luat de români provenind din Cadrilater, astăzi zonă importantă a Bulgariei.
Aparitia în anul 1949 a primei tabere destinate pionierilor a însemnat debutul stațiunii Costinești. Zece ani mai târziu a fost deschisă tabăra internațională a studenților. Printre cei care au tăiat panglica s-a aflat și Ion Iliescu, lider al studentilor comuniști care avea să devină în 1990 președinte al României. Era vorba de câteva sute de corturi albastre așezate de-a lungul falezei.
Primii invitați din străinătate au fost studenții cehi și polonezi.
În anii 1960 are loc o dezvoltare rapidă a stațiunii datorită numărului mare de turiști astfel se deschid cantine, se dă în folosință Complexul Sanatorial, se construiesc vilele de tip bungalou, campingul de 1000 de locuri, casuțele de vacanță.
În 1971 sunt terminate teatrul de vară și Clubul Central.
În 1976 se construiește hotelul Forum, iar în 1986 se construiesc vilele Amiral. La începutul anilor 1990 stațiunea putea găzdui peste 60.000 de tineri.
Multitudinea spațiilor verzi dau stațiunii un farmec aparte. Lumea artelor plastice este reprezentată în Costinești prin lucrări de sculptură sau pictură de către Pavel Codita, Silvia Radu, Marcu Mihai, Alina Tuculescu, Wilhelm Demeter și mulți alții.
După 1990 numărul posibilităților de agrement au crescut la fel ca și serviciile turistice tot mai diversificate.
Comuna cât și stațiunea Costinești se află în prezent într-o permanentă dezvoltare, existând premise ca acestea să devină foarte importante pentru viața economică a Județului Constanța și pentru turismul României.

## Atracții turistice
Mănăstirea de măicuțe “Sfânta Elena de la Mare” - se află la 3 km sud de Schitu, în dreptul Vadului lui Caraman, mănăstire reînființată la data de 14 mai 1996 pe locul unde s-a aflat Mănăstirea Tatlageac, mănăstire construită în 1929 și desființată în 1950!
Obeliscul - a fost inaugurat în iunie 2006 și înlocuieste vechiul monument distrus de inundațiile din septembrie 2005.
Epava Evangelia. - vas grecesc care aducea portocale la Constanța, eșuat în anii 1960, delimitează partea de nord a stațiunii. Epava navei Evangelia, împreună cu obeliscul de pe plajă, reprezinta simbolurile stațiunii Costinești!
Viața de noapte este dezvoltată în mare parte în jurul a trei discoteci în aer liber (Discotecile "White Horse", "Ring", "Tineretului").

## Plaja
Plaja stațiunii Costinești are o lungime de 1 kilometru, iar lățimea sa diferă pe anumite sectoare. În zona obeliscului, plaja este mai lată, însă foarte aglomerată pe timpul verii. În zona de nord, spre epavă, plaja este mai îngustă, acoperită cu nisip fin și mărginită de o faleză joasă. Pe plajă există beach baruri și baze de agrement, șezlonguri și umbrele. Pe timpul verii plaja din Costinești este gazda unor emisiuni televizate sau sediul unor radiouri importante din țară.

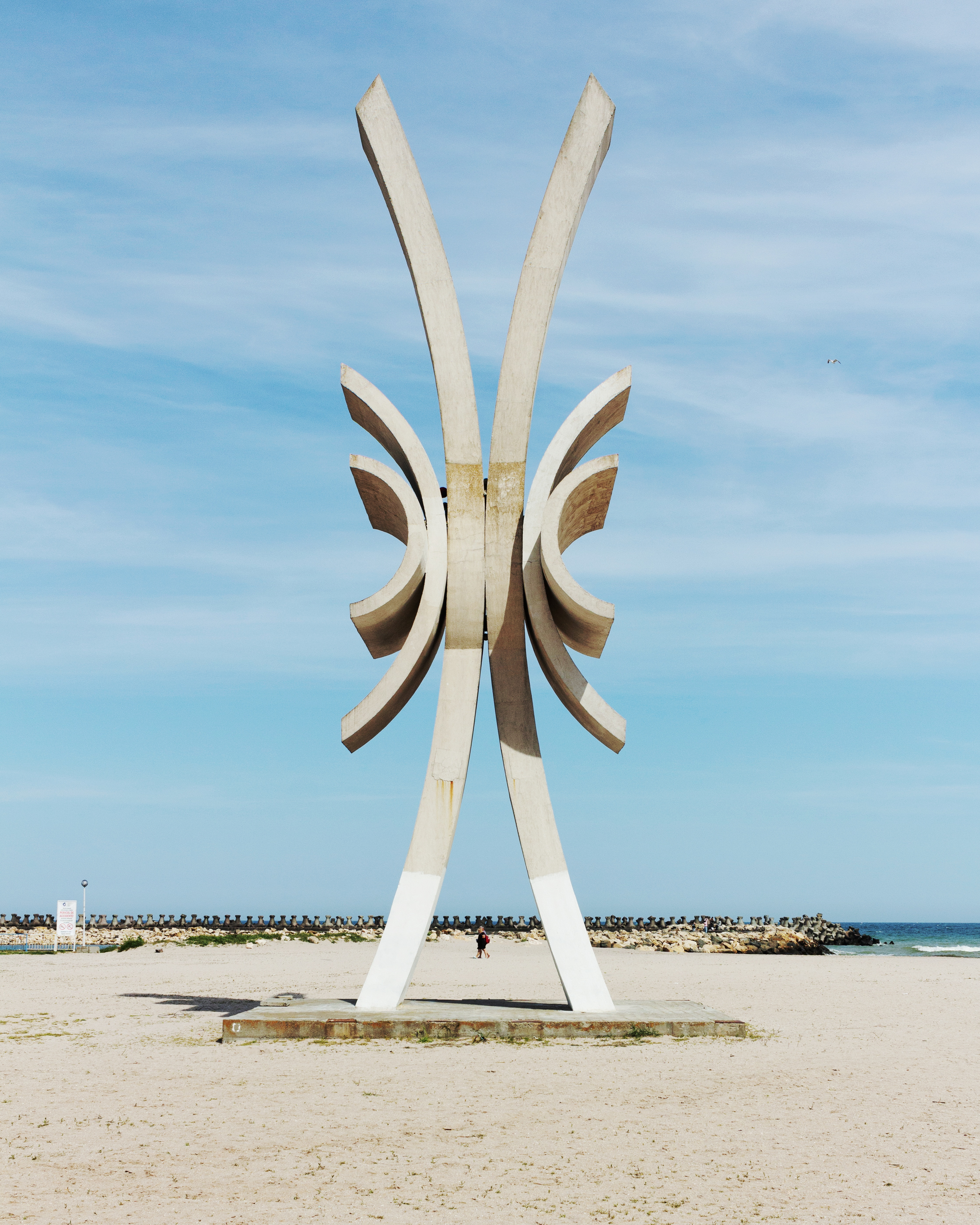
Obeliscul din Costinești
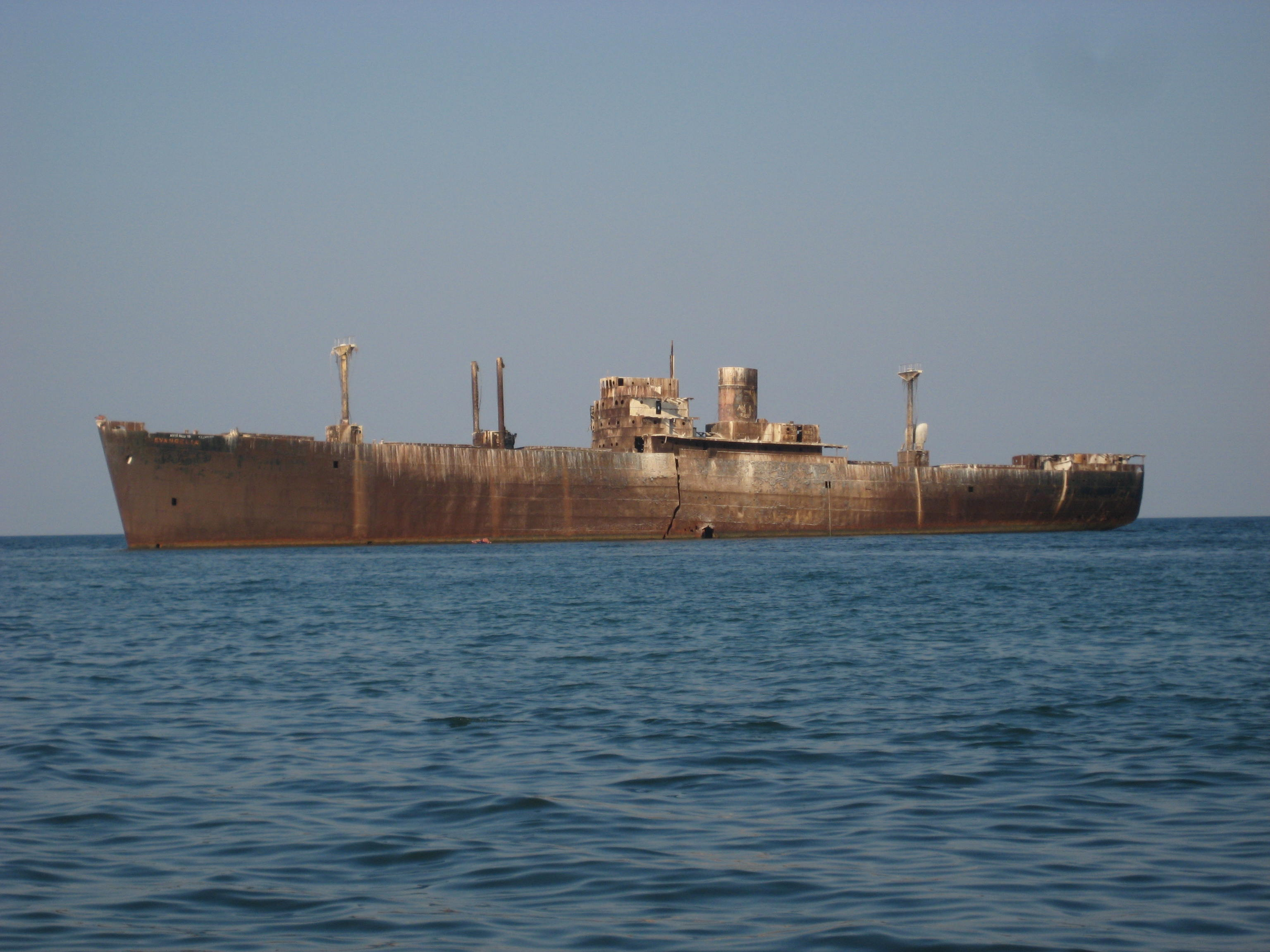
epava Evangelia
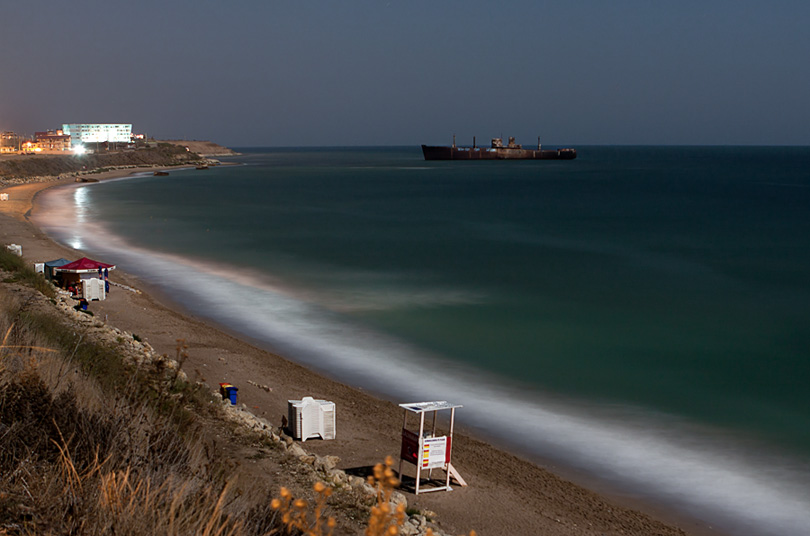
Golful Francez
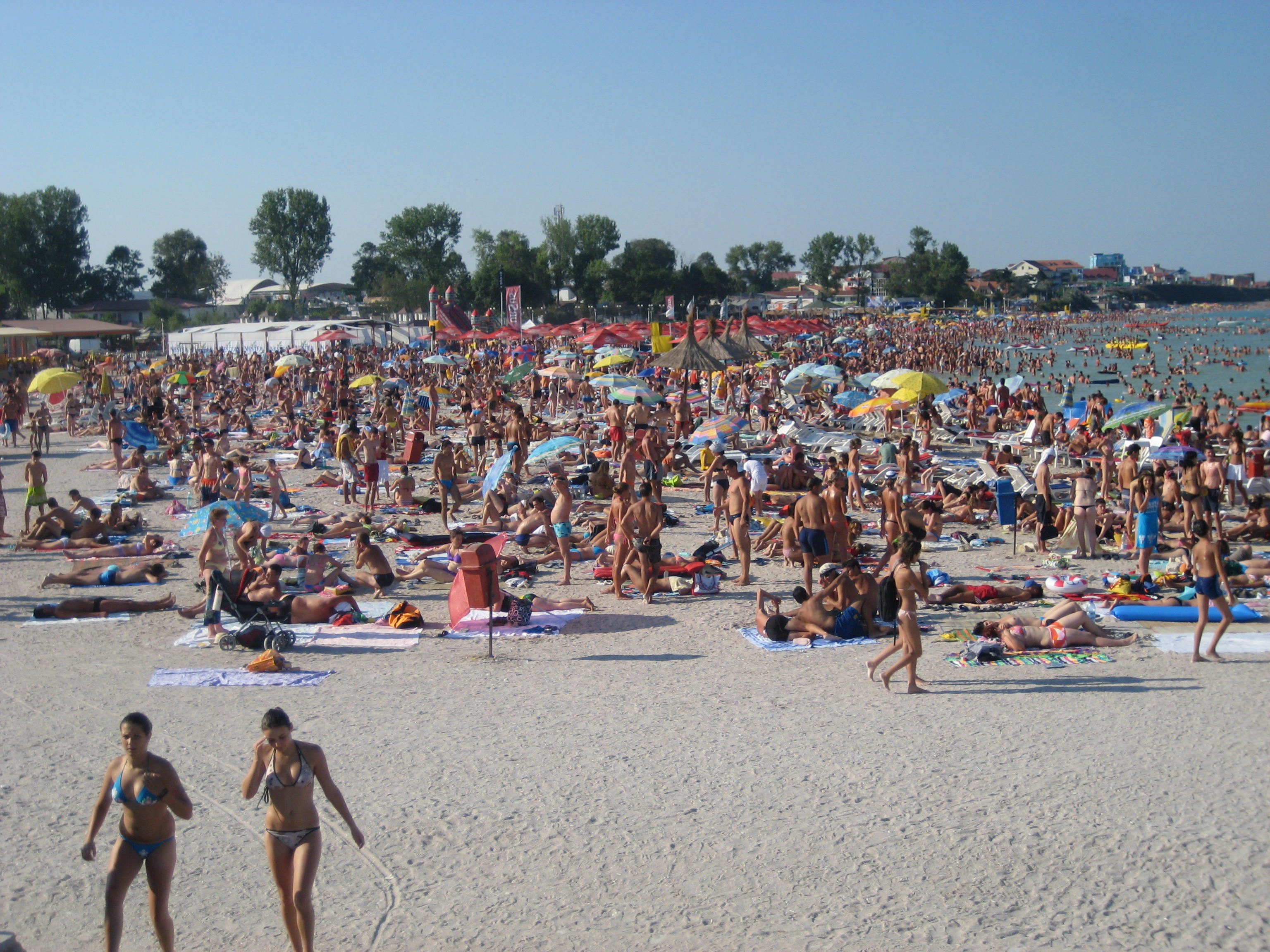
plajă (Costinești)
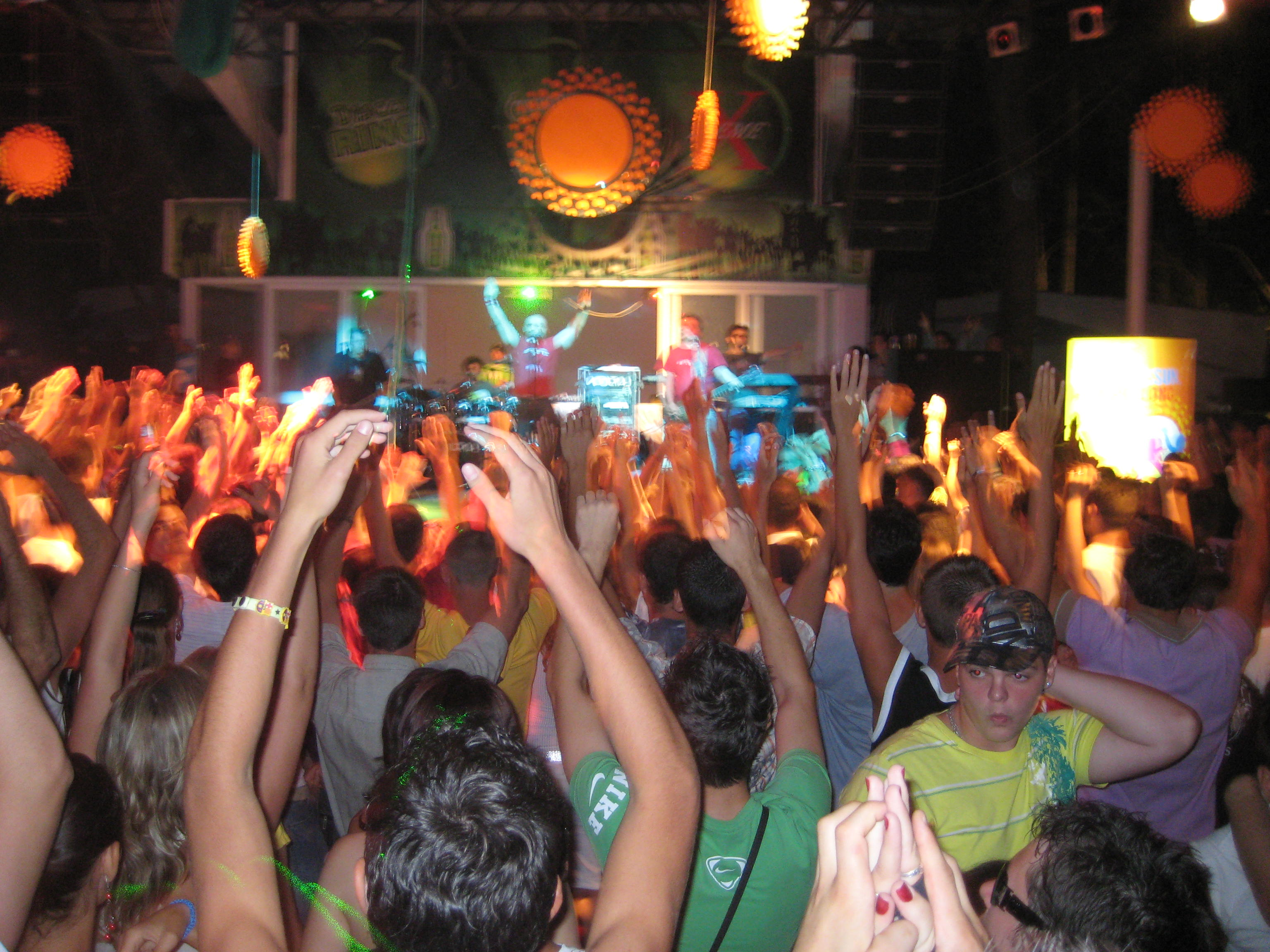
Concert Voltaj (Disco Ring)
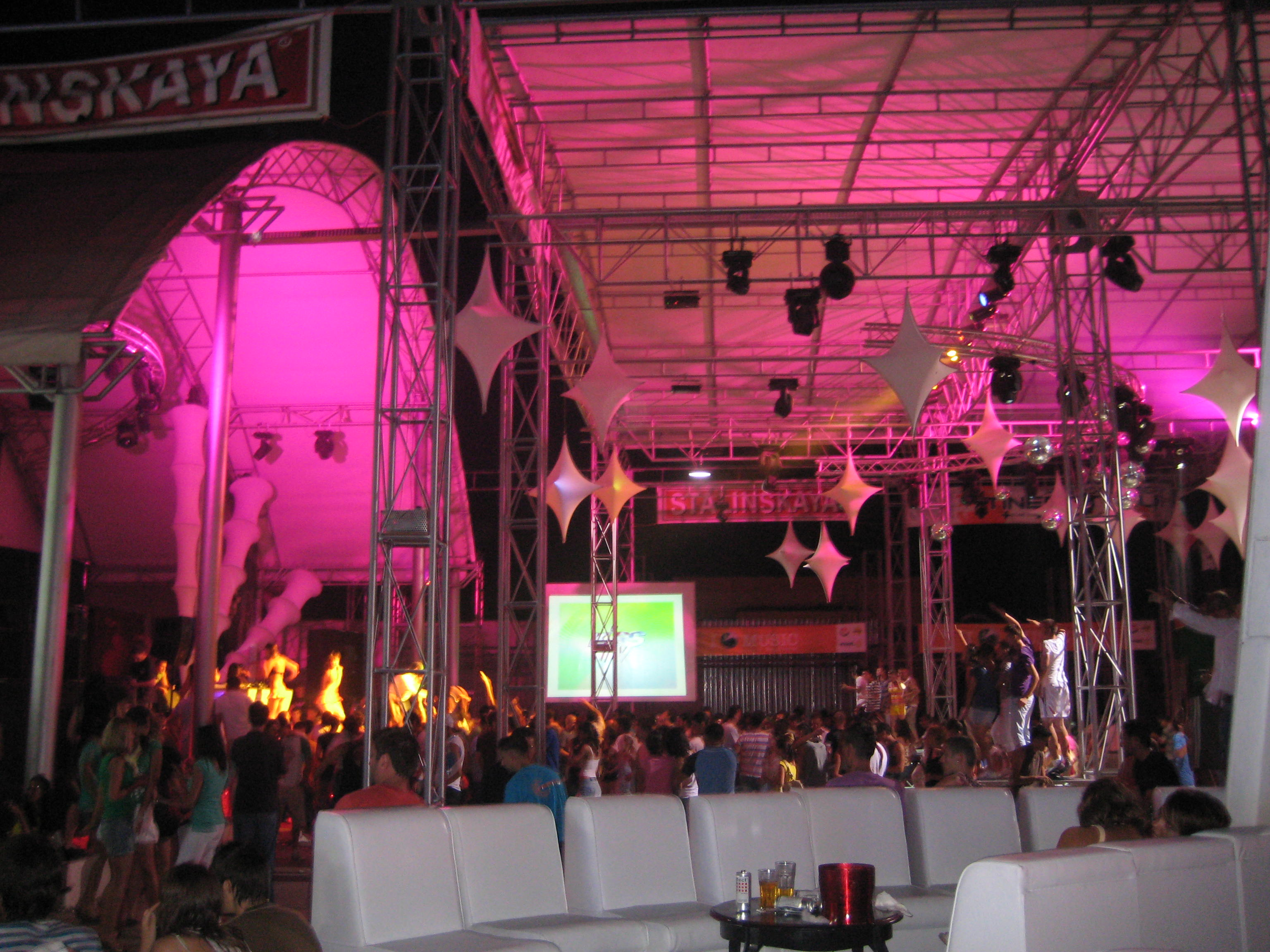
Mega Discoteca Tineretului
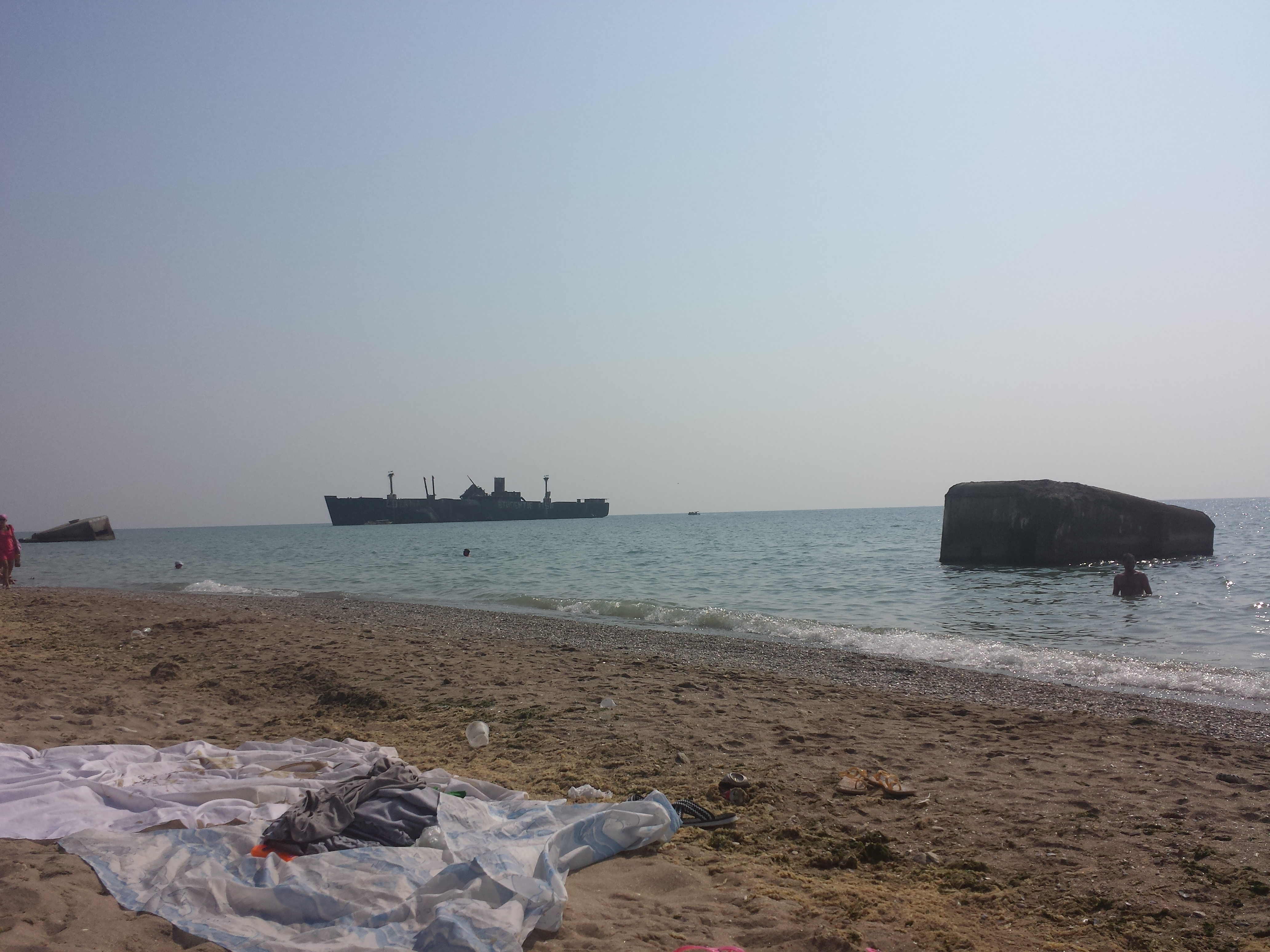